# Maria do Carmo Fonseca
Maria do Carmo Salazar Velez Roque da Fonseca ComSE (9 de agosto de 1959) é uma professora catedrática portuguesa, ex-diretora executiva do Instituto de Medicina Molecular da Universidade de Lisboa e galardoada com o Prémio Pessoa em 2010.

## Biografia
É licenciada em Medicina pela Faculdade de Medicina da Universidade de Lisboa desde 1983 acabando o curso com média de 18 e doutorada na mesma instituição em 1988.
A 9 de Junho de 2001 foi feita Comendadora da Ordem Militar de Sant'Iago da Espada.
Vencedora da 24.ª edição do Prémio Pessoa, em 2010, destinou os 60.000€ do prémio à compra de microscópios, para melhor desenvolver o trabalho de investigação.
Foi agraciada com o Prémio Femina por Mérito na Ciência, em 2011, em Lisboa.
É a primeira mulher cientista a receber individualmente o Prémio Pessoa.
Em 2021, recebe o Prémio Universidade de Lisboa, prémio que reconhece personalidades que contribuíram para a ciência e a cultura de forma notável.
Em 2023 foi eleita Personalidade do Ano,  no âmbito da 12º edição dos Prémios Saúde Sustentável.